# Ulotrichopus phaeopera
Ulotrichopus phaeopera là một loài bướm đêm trong họ Erebidae.